# Mirker Hain

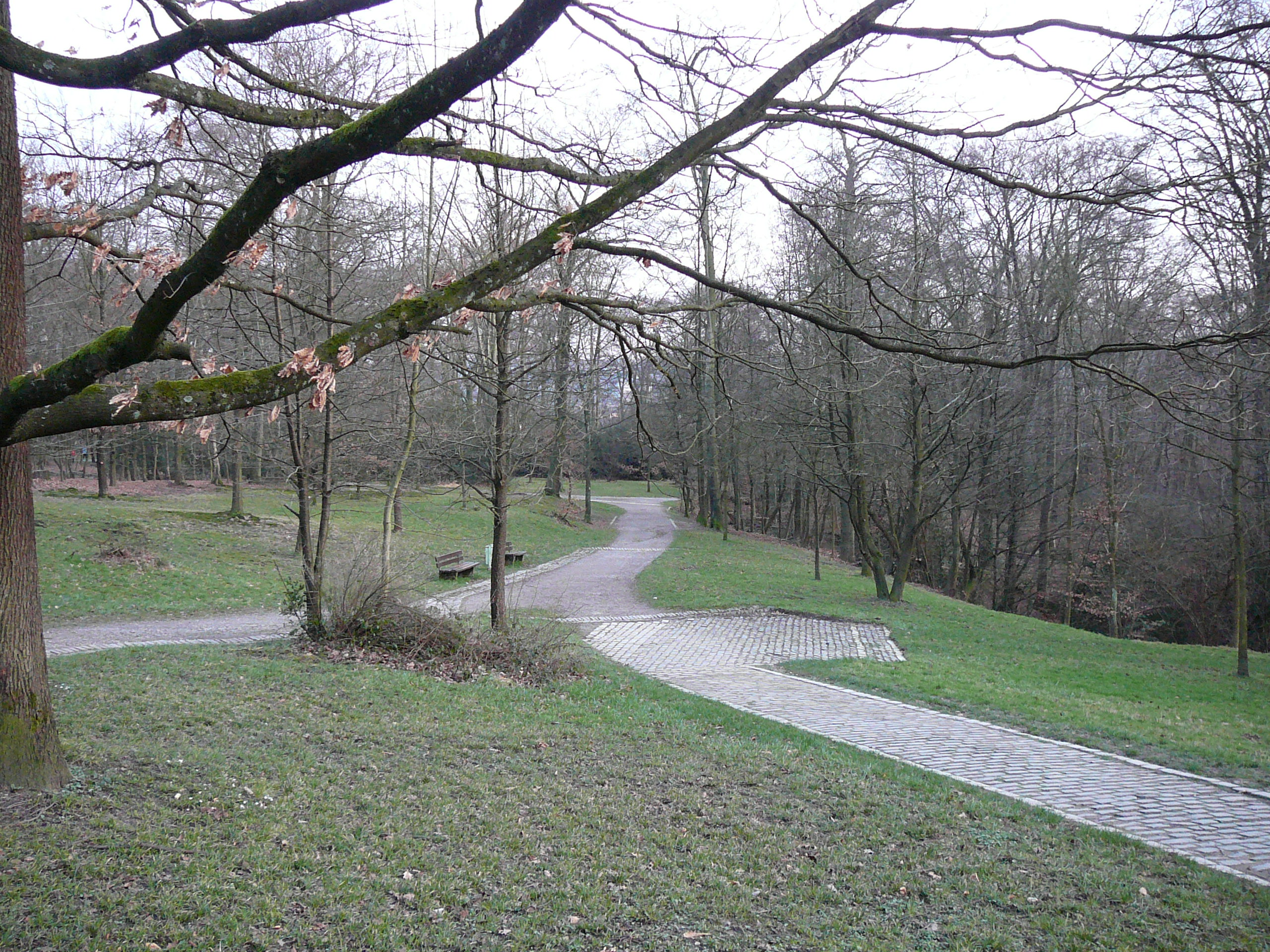
Der Mirker Hain

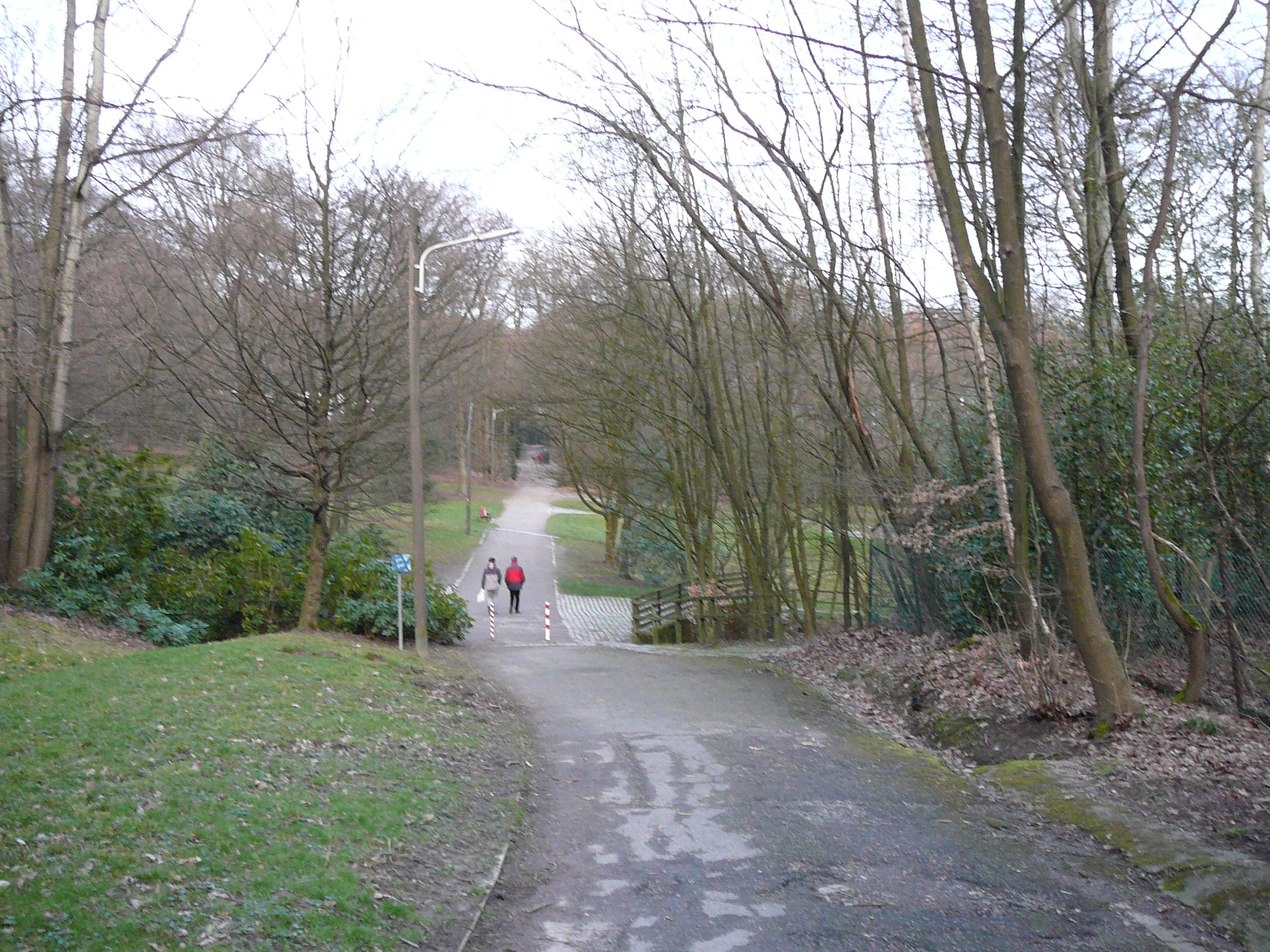
Der Mirker Hain

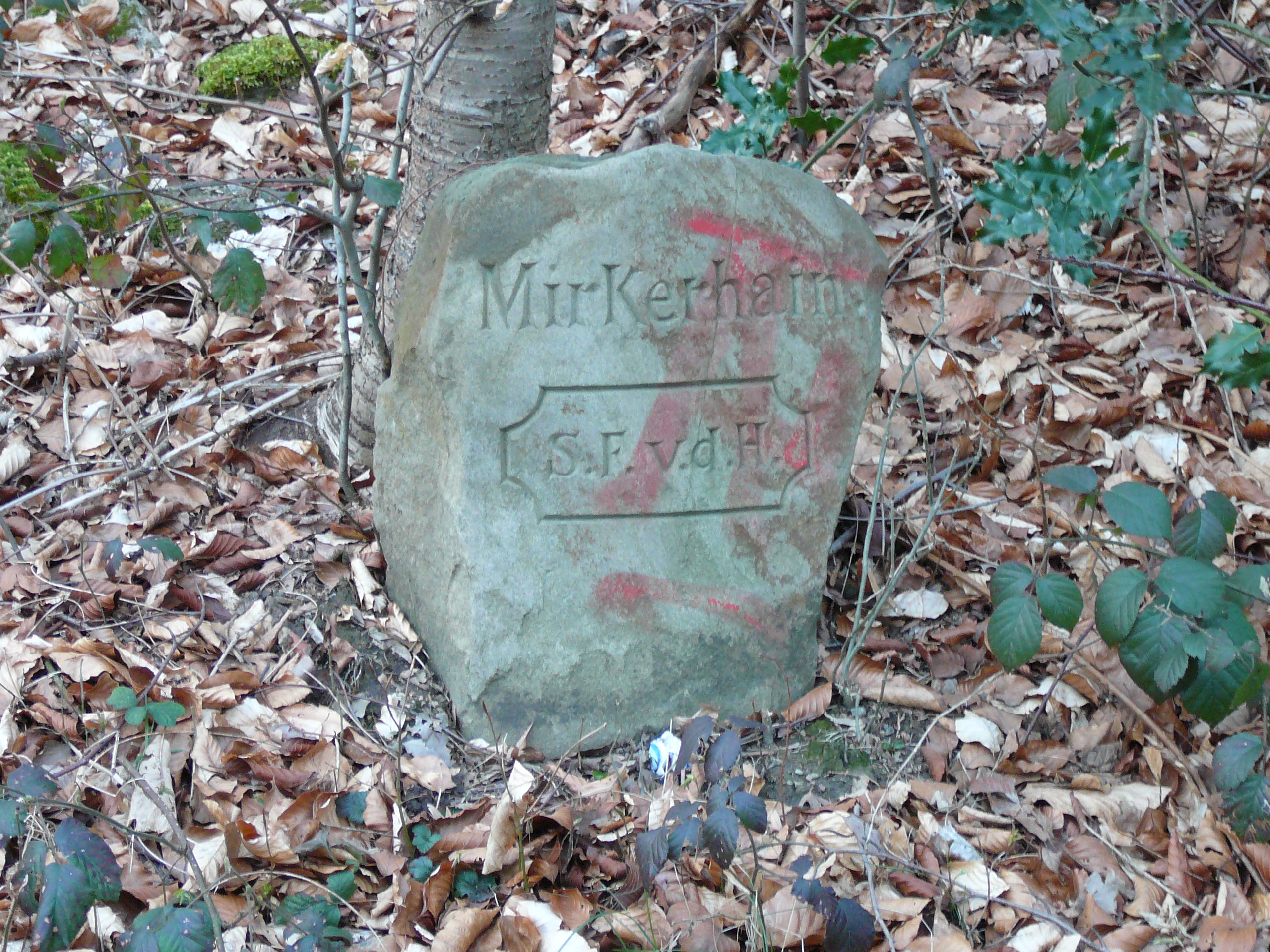
Ein Wegstein von Selma von der Heydt

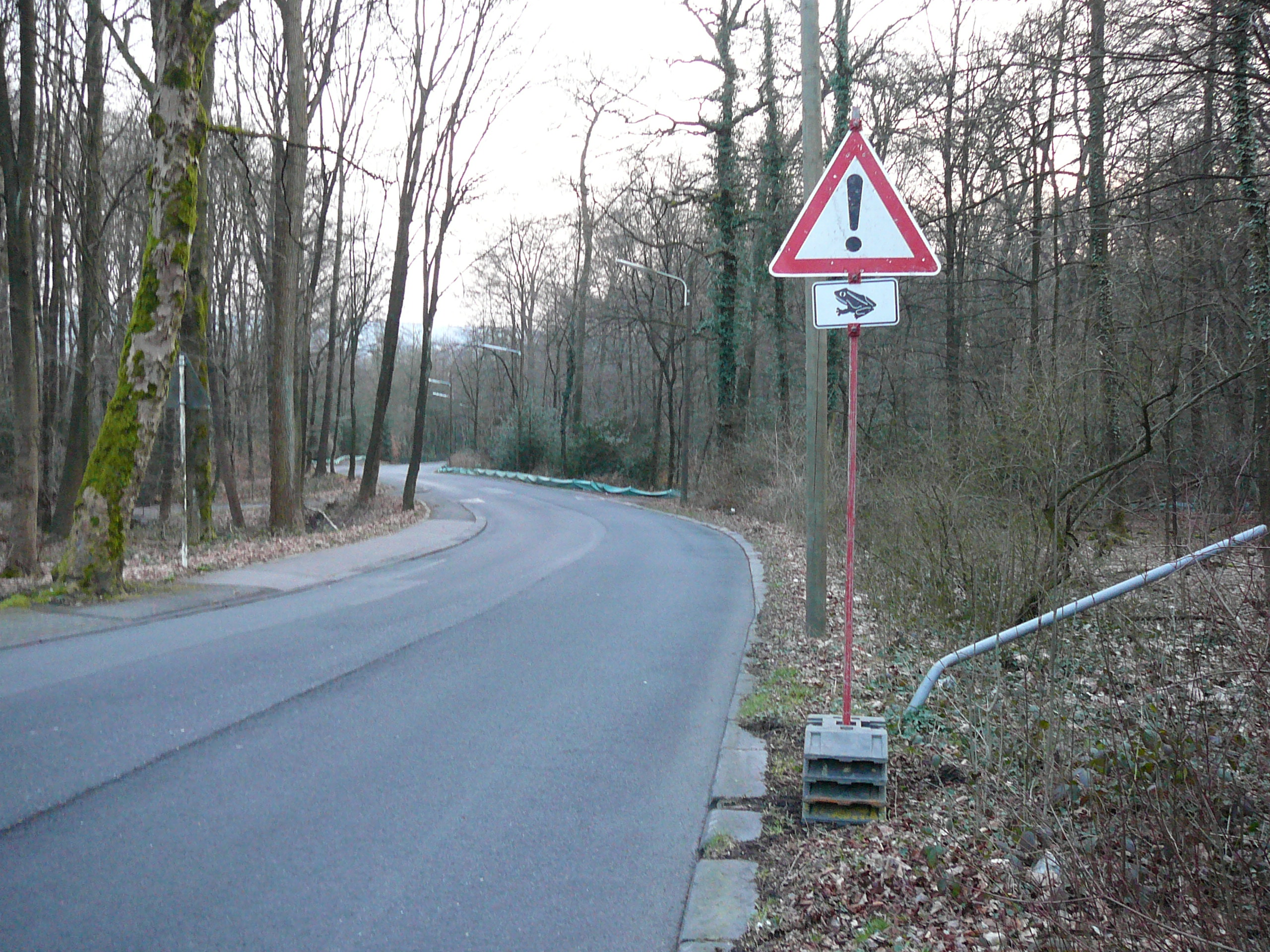
Schutz an der Straße für Frösche

Der Mirker Hain ist ein Wald mit parkähnlicher Struktur im Wuppertaler Stadtbezirk Uellendahl-Katernberg.

## Geschichte
Elberfelder Bürger gründeten 1870 den Elberfelder Verschönerungsverein, um als Gegenentwicklung zur Industrialisierung Naturflächen zu erwerben, diese in ihrem Zustand zu erhalten und vor Bebauung zu schützen. Um Wuppertal herum befanden sich damals (wie heute auch noch) viele Wälder und so wurde im Mai 1879 auch „ein zwischen der Eschenbeek und der Kohlstraße am Vogelsang gelegner Wald der Eheleute Wilhelm Teschemacher zur Größe von 8 Hektar 46 Ar 40 m² - 33 Morgen 27 Quadratruthen für 19.890 Mark erworben“. Mit Beschluss vom 1. August 1879 wurde für dieses vierte Parkprojekt des Vereins der Landschaftsarchitekt Heinrich Vincentz betraut. Das darauf angelegte Waldstück erhielt 1894 nach dem bergab liegenden Gelände „Mirke“, nach dem auch der hier fließende Mirker Bach benannt ist, den Namen „Mirker Hain“.
In den darauffolgenden Jahren wurde der Hain ständig erweitert und um weitere Attraktionen bereichert. 1883 wurde durch eine Spende des Industriellen Emil Weyerbusch die Reitbahn umgelegt und 1890 von August Freiherr von der Heydt, Bankier und Ehrenbürger der Stadt Wuppertal, der selbst von 1882 bis 1920 Vorsitzender des Verschönerungsvereins war und öffentlich zugängliche Waldstücke östlich der Kohlstraße und westlich der heutigen Vogelsangstraße besaß, das kleine im klassizistischen Stil gehaltene Landhaus Sans Souci östlich der Kohlstraße erbaut. Südlich davon hatte bereits ab 1880 der Fabrikant Carl Herrmann Seyd den ersten Bau der Villa Seyd errichten lassen.
Durch weitere Landerwerbungen des Vereins 1886 von der Familie Dreyer und ab 1892 durch die Stadt Elberfeld wuchs das Parkgelände auf seine heutige Größe an. Lediglich das zwischen ursprünglichem Hain und Westfalenweg gelegene 1909 erworbene Stück musste in der Nachkriegszeit der Siedlung um den neu errichteten Domagkweg weichen. 
Zur großen Jubiläumsfeier anlässlich des 25-jährigen Bestehens des Vereins am 23. Mai 1895 stiftete von der Heydt ein steinernes Denkmal für das Rondell am östlichen Eingang an der Kohlstraße. Bis auf die zinnerne Urne ist dies bis heute erhalten geblieben. Außerdem ließ er zahlreiche Wegsteine mit den Initialen seiner Frau Selma platzieren, die man noch heute finden kann.    
Um die Jahrhundertwende verzeichnet ein „Führer durch Elberfeld“ unter der Kategorie „Grünanlagen“: „Mirker Hain im Norden. Omnisbusfahrten von der Wallstraße aus“, und in einer Anzeige der Elberfelder Zeitung aus der gleichen Zeit heißt es: „Mirker Hain, wasserreiche Schluchten. Herrlicher Baumbestand. Erfrischungshalle und Saal“. 
In dieser Zeit gab es ungefähr noch sieben oder acht Teiche, zahlreiche Brücken (vor allem über die Schlucht des Vogelsangbachs)  und Aussichtspunkte, die als große Attraktion galten. Zahlreiche Ausflugsgaststätten wie der Fuchspark, Haus Marianne oder das Haus Dreyer, zu dem ein direkter Stichweg führte, waren in der unmittelbaren Umgebung zu finden. Hinzu kam 1903 neben den bereits bestehenden Tanzsaal Das Norwegische Holzhaus, welches als erstes Fertighaus der Welt gilt und durch von der Heydt 1900 auf der Weltausstellung in Paris entdeckt worden war. Es wurde nach dem Transport an der östlichen Seite der Kohlstraße neben einem bestehenden Tanzsaal, der heute fehlt, wiederaufgebaut und ab 1905 gastronomisch betrieben.   
1924 verkaufte die Familie von der Heydt ihren Besitz am Vogelsang und an der Kohlstraße (nach Angaben von Rhein-Echo vom 16. Juli 1949) „zu einem der Größe und zum Wert lächerlichen Preis, sodass man eigentlich von einem Geschenk sprechen kann“ der Stadt Elberfeld.
1953 löste sich der Elberfelder Verschönerungsverein auf und das Eigentum ging an die Stadt Wuppertal über.

## Situation heute
Heutzutage ist der Mirker Hain ein beliebtes Naherholungsgebiet im Uellendahl, das durch seine zwei Spielplätze und seinen parkähnlichen Aufbau auch für Kinder ein Erlebnis ist. Das Gebiet umfasst heute eine Größe von ungefähr 20 Hektar. Das dicht geschlossene Blätterdach der zum Teil 150 Jahre alten Buchen und Eichen prägt das Waldstück. Der Baumbestand hat zwar durch menschliche Einflüsse und sauren Regen Schaden genommen, die Stadt Wuppertal ist aber engagiert, kranke Bäume zu fällen und neue zu pflanzen.
Am Mirker Hain liegen auch das „Negerdorf“, eine Wohnsiedlung, die 1913–1919 erbaut wurde, und der im Uellendahl bekannte „Totenteich“, der möglicherweise aus dem Umbau des „Kampermannschen Steinbruchs“ 1899 entstanden ist.